# قانون الجذب العام لنيوتن
قانون الجذب العام لنيوتن (بالإنجليزية: Newton's Law of Universal Gravitation)، أو كما يعرف اختصارًا بقانون الجذب العام أو قانون التجاذب الكوني هو قانون الجاذبية أو الثقالة وينتمي للميكانيكا الكلاسيكية، وهو قانون فيزيائي استنباطي ينص على أنه «توجد قوة تجاذب بين أي جسمين في الكون، تتناسب طرديًا مع حاصل ضرب كتلتيهما، وعكسيًا مع مربع المسافة بين مركزيهما».
وحدتها {\displaystyle {N}}
ويُسمى هذا القانون عادة بقانون التربيع العكسي؛ وذلك لأن القوة تتناسب عكسياً مع مربع المسافة بين مركزي الجسمين. حيث أن الكتلة ({\displaystyle m_{2}\ }) تؤثر على الكتلة ({\displaystyle m_{1}\ }) بقوة مقدارها ({\displaystyle {\vec {F}}_{2\rightarrow 1}})، والكتلة ({\displaystyle m_{1}\ }) تؤثر بقوة مقدارها ({\displaystyle {\vec {F}}_{1\rightarrow 2}}) على الكتلة ({\displaystyle m_{2}\ })
{\displaystyle G\ } ثابت الجذب العام يقدر ب :{\displaystyle G=\left(6.67428\pm 0.00067\right)\times 10^{-11}\ {\mbox{m}}^{3}\ {\mbox{kg}}^{-1}\ {\mbox{s}}^{-2}}

## الصورة القياسية لقانون الجذب العام لنيوتن
{\displaystyle F=G{\frac {m_{1}m_{2}}{r^{2}}}}
حيث:
- {\displaystyle F\ } القوة الناتجة عن الجاذبية
- {\displaystyle G\ } ثابت الجذب العام بين الكتل
- {\displaystyle m_{1}\ }،{\displaystyle m_{2}\ }كتلتان لجسيمين
- {\displaystyle r\ } البعد بين الجسيمين

### الصورةالاتجاهيةلقانون الجذب العام لنيوتن
{\displaystyle {\vec {F}}_{12}=-{\vec {F}}_{21}=-G{m_{1}m_{2} \over {\vert {\vec {r}}_{12}\vert }^{2}}\,{\hat {r}}_{12}}
حيث:
{\displaystyle {\vec {F}}_{12}} متجه القوة التي يؤثر بها الجسيم 1 على 2.
{\displaystyle {\vec {F}}_{21}} متجه القوة التي يؤثر بها الجسيم 2 على 1.
{\displaystyle G\ } ثابت الجذب العام بين الكتل وقيمته {\displaystyle G=\left(6.67428\pm 0.00067\right)\times 10^{-11}\ {\mbox{m}}^{3}\ {\mbox{kg}}^{-1}\ {\mbox{s}}^{-2}} 
{\displaystyle m_{1}\ } و{\displaystyle m_{2}\ } كتلتان لجسيمين على الترتيب
{\displaystyle \vert {\vec {r}}_{12}\vert \ =\vert {\vec {r}}_{2}-{\vec {r}}_{1}\vert } البعد بين الجسيمين (أي مقدار المتجه الذي هو مقدار الفرق بين متجهي موضعي الجسيمين).
{\displaystyle {\hat {r}}_{12}\ {\stackrel {\mathrm {def} }{=}}\ {\frac {{\vec {r}}_{2}-{\vec {r}}_{1}}{\vert {\vec {r}}_{2}-{\vec {r}}_{1}\vert }}} وحدة متجه للمتجه من 1 إلى 2.

## حساب مدارقمر اصطناعيحول الأرض

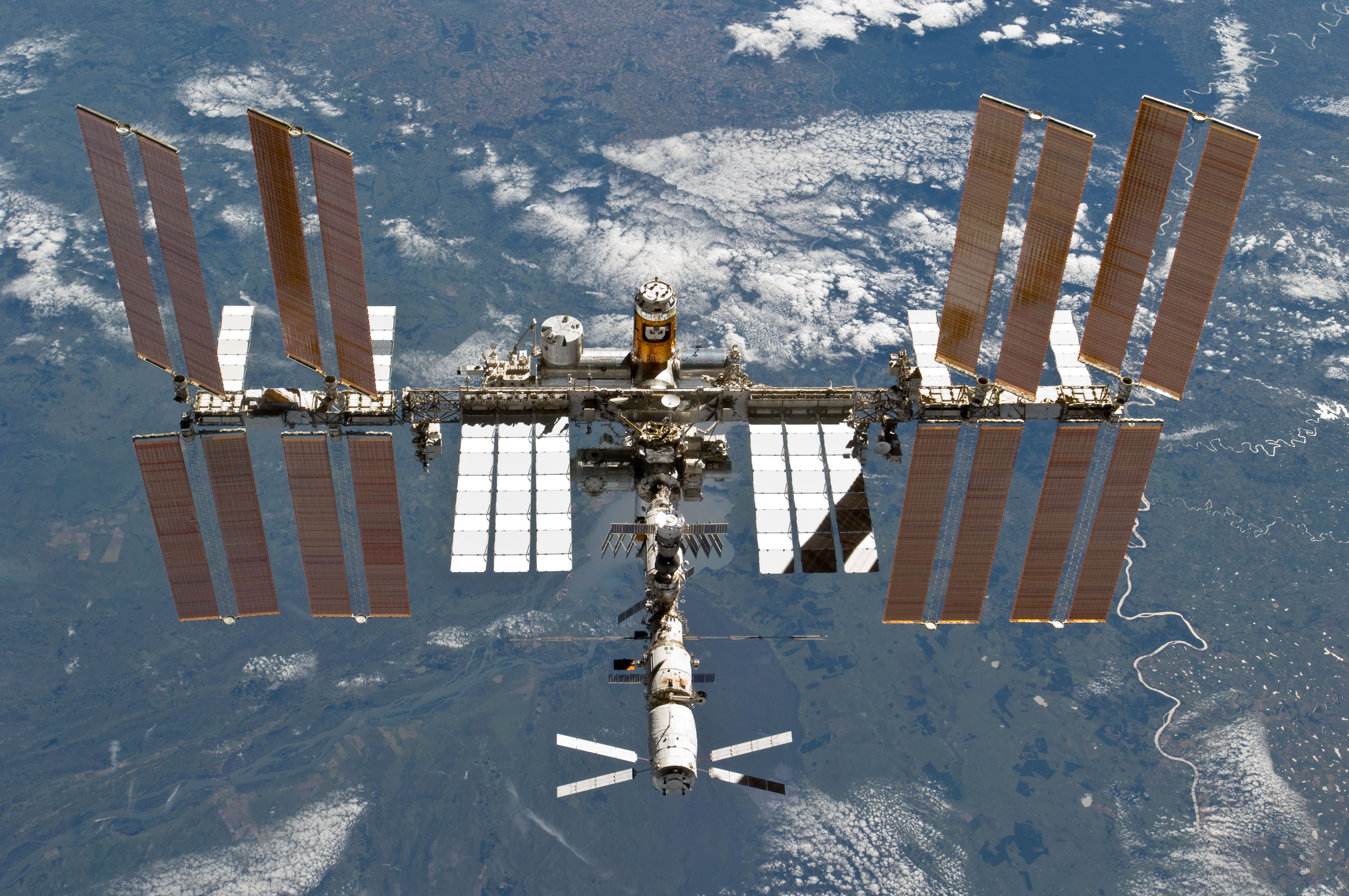
محطة الفضاء الدولية (ISS) سنة 2011

على عد مدار القمر الاصطناعي أو مدار محطة الفضاء الدولية دائريًّا حول الأرض، يمكن جعل وزن القمر الاصطناعي (القوة الوزنية) مساويا للقوة الطاردة المركزية ونحصل على سرعة دوران القمر الاصطناعي حول الأرض ووقت الدورة.
قانون الجذب العام لنيوتن :
{\displaystyle G=\gamma \cdot {\frac {m_{\mathrm {Sat} }\cdot m_{\mathrm {Z} }}{r^{2}}}}
حيث :
{\displaystyle \!\,G} القوة الوزنية
{\displaystyle \!\;\gamma } ثابت الجاذبية
{\displaystyle \!\,m_{\mathrm {Sat} }} كتلة التابع
{\displaystyle \!\,m_{\mathrm {Z} }} كتلة الجسم المركزي
{\displaystyle \!\,r} نصف قطر الجسم المركزي
وتعطى القوة الوزنية لقمر اصطناعي يدور حول الأرض مع استخدام متوسط كثافة الأرض
{\displaystyle \!\,\rho } (بدلا من كتلتها) فنحصل على:
{\displaystyle G=\gamma \cdot {\frac {m_{\mathrm {Sat} }\cdot \rho \cdot r^{3}\cdot {\frac {4\pi }{3}}}{r^{2}}}=\gamma \cdot m_{\mathrm {Sat} }\cdot \rho \cdot r\cdot {\frac {4\pi }{3}}}
وبمساواة هذه المعادلة بمعادلة القوة الوزنية
{\displaystyle G=m_{\mathrm {Sat} }\cdot g} نحصل على التسارع المركزي
{\displaystyle \!\,g} (في حالة الأرض هو عجلة الجاذبية):
{\displaystyle g=\gamma \cdot \rho \cdot r\cdot {\frac {4\pi }{3}}}
ونفترض أن القوة الوزنية {\displaystyle \!\,G} والقوة الطاردة المركزية {\displaystyle \!\,Z} عند السرعة في المدار{\displaystyle \!\,v} متساويتان:
{\displaystyle Z=m_{\mathrm {Sat} }v^{2}/r{\stackrel {!}{=}}G=m_{\mathrm {Sat} }\cdot \gamma \cdot \rho \cdot r\cdot {\frac {4\pi }{3}}\!\,=m_{\mathrm {Sat} }\cdot g}
وبحل المعادلة للحصول على السرعة {\displaystyle \!\,v} وإجراء الاختصارات لكتلة القمر الصناعي {\displaystyle m_{\mathrm {Sat} }}:
{\displaystyle v={\sqrt {r\cdot g}}={\sqrt {\gamma \cdot \rho \cdot r^{2}\cdot {\frac {4\pi }{3}}}}=r\cdot {\sqrt {\gamma \cdot \rho \cdot {\frac {4\pi }{3}}}}}
نحصل على زمن الدورة {\displaystyle \!\,t}
{\displaystyle t\!\,=2\pi r/v}
أي أن زمن الدورة = المحيط  / السرعة:
{\displaystyle t=2\pi r/\left(r\cdot {\sqrt {\gamma \cdot \rho \cdot {\frac {4\pi }{3}}}}\right)=2\pi /{\sqrt {\gamma \cdot \rho \cdot {\frac {4\pi }{3}}}}=\pi /{\sqrt {\gamma \cdot \rho \cdot {\frac {\pi }{3}}}}}
{\displaystyle t={\sqrt {\frac {3\pi }{\gamma \cdot \rho }}}}
وبصرف النظر عن الثوابت الطبيعية يعتمد زمن الدورة على كثافة الجسم المركزي، ولا يعتمد على نصف قطره.
القيــم في حالة الأرض:
{\displaystyle \rho _{\text{Erde}}=5515\ \mathrm {kg} /\mathrm {m} ^{3}}
{\displaystyle t_{\text{Erde}}\approx 5060\ \mathrm {s} \approx 84\ \mathrm {min} \approx 1{,}4\ \mathrm {h} }
{\displaystyle v_{\text{Erde}}\approx 7911\ \mathrm {m} /\mathrm {s} \approx 28.500\ \mathrm {km} /\mathrm {h} }
يبلغ زمن الدورة 90 دقيقة بالنسبة لمدار منخفض حول الأرض، وهو ينطبق على معظم المركبات الفضائية المأهولة التي تدور حول الأرض.
بغرض المقارنة، فلنعتبر القمر فوبوس:
{\displaystyle \rho _{\text{Phobos}}\!\,=1887\ \mathrm {kg} /\mathrm {m} ^{3}}
{\displaystyle t_{\text{Phobos}}\approx 8651\ s\approx 144\ \mathrm {min} \approx 2{,}4\ \mathrm {h} }
{\displaystyle v_{\text{Phobos}}\approx 9{,}1\ \mathrm {m} /\mathrm {s} \approx 33\ \mathrm {km} /\mathrm {h} }
ورغم أن قطر فوبوس يبلغ 25 كيلومتر فقط، يكون زمن الدورة حوله في مدار منخفض مساويا تقريبا لزمن الدورة على الأرض (وزمن دورته في الحقيقة أكبر). ولكن السرعة في هذا المدار تكون 33 كيلومتر / الساعة. أي أن رائد الفضاء الذي يكون على القمر فوبوس يستطيع قذف كرة تنس بيده إلى مدار فوق فوبوس.

## تفسيرات
قدم القانون تفسيرات عدة للعديد من الظواهر التي تحدث على مستوى الكون وعلى مستوى الأجرام السماوية والكواكب في شتى المجرات باختلافاتها، ومن بين التفسيرات التي أعطاها وقدمها هذا القانون ما يلي:
- تقديم تفسير للنسق الدوراني الذي يحدث بين الكواكب والنجوم والمستعرات التي تكون على وشك الاندثار والتفكك.
- تقديم القانون لتفسير تام حول الجذب الكولومبي الذي يحدث على مستوى الأنوية الذرية وعلى مستوى الجزيئات الذرية.
- تقديم تفسير حول ماهية السقوط الحر والثقالة الجسيمية التكتلية للماديات الكونية .
- تقديم تفسير حول ماهية الجذب بين محتويات الكون من جسيمات ذرية ودون ذرية ومحتويات المادة البارونية العادية.